# FIVB World Tour Finals de 2024
FIVB World Tour Finals de 2024 foi a 9ª edição da competição que reuniu as melhores duplas do Circuito Mundial de Vôlei de Praia, em ambos os gêneros, realizada no período entre 4 a 7 de dezembro de 2024 na cidade de Doha.

## Fórmula de disputa
A competição reuniu 10 duplas por gênero, destas, oito equipes qualificadas através do Ranking Mundial após 11 de novembro, acrescidas do anfitrião e uma dupla convidada. Em cada naipe foram distribuídas proporcionalmente em dois grupos, A e B, onde todos se enfrentam, a dupla primeira colocada de cada grupo avançou diretamente às semifinais, já as segundas e terceiras colocadas de cada grupo, se enfrentaram na fase eliminatória, em sistema de eliminação simples (quartas de final), os vencedores, enfrentam os outros semifinalistas. Os vencedores da fase semifinal disputaram a final e os perdedores definiram o terceiro posto.

## Local dos jogos
| Doha, Catar |
| ----------- |
| Aspire Park |
|             |
| Capacidade: |

## Campeões
| Evento            | Ouro                                     | Prata                                     | Bronze                                      |
| Torneio masculino | NoruegaAnders Mol · Christian Sørum      | SuéciaDavid Åhman · Jonatan Hellvig       | CatarCherif Younousse · Ahmed Tijan         |
| Torneio feminino  | Estados UnidosKristen Nuss · Taryn Kloth | Estados UnidosTerese Cannon · Megan Kraft | LetôniaAnastasija Samoilova · Tīna Graudiņa |

## Torneio Masculino

### Participantes
| Pos. | Dupla                                | Qualificação |
| ---- | ------------------------------------ | ------------ |
| 1    | David Åhman–Jonatan Hellvig          | Ranking      |
| 2    | Anders Mol – Christian Sørum         | Ranking      |
| 3    | Nils Ehlers–Clemens Wickler          | Ranking      |
| 4    | Stefan Boermans – Yorick de Groot    | Ranking      |
| 5    | Steven van de Velde – Matthew Immers | Ranking      |
| 6    | Evandro Gonçalves – Arthur Lanci     | Ranking      |
| 7    | Cherif Younousse – Ahmed Tijan       | Ranking      |
| 8    | Samuele Cottafava – Paolo Nicolai    | Ranking      |
| 9    | Javier Bello – Joaquin Bello         | Convite      |
| 10   | Ondřej Perušič – David Schweiner     | Convite      |

### Fase classificatória
|  | Qualificados para a semifinal (primeira colocação)                  |
|  | Qualificados para as quartas de final (segunda e terceira posições) |
|  | Eliminados                                                          |

#### Grupo A
|     |                   |     | Jogos | Jogos | Jogos | Sets | Sets | Sets  | Pontos | Pontos | Pontos |
| Pos | Equipe            | Pts | T     | V     | D     | V    | P    | R     | V      | P      | R      |
| --- | ----------------- | --- | ----- | ----- | ----- | ---- | ---- | ----- | ------ | ------ | ------ |
| 1   | Cherif–Ahmed      | 8   | 4     | 4     | 0     | 8    | 3    | 2.667 | 206    | 192    | 1.073  |
| 2   | Boermans–de Groot | 7   | 4     | 3     | 1     | 6    | 2    | 3.000 | 167    | 131    | 1.275  |
| 3   | Ehlers–Wickler    | 6   | 4     | 2     | 2     | 5    | 4    | 1.250 | 170    | 162    | 1.049  |
| 4   | Perušič–Schweiner | 5   | 4     | 1     | 3     | 3    | 6    | 0.500 | 151    | 172    | 0.878  |
| 5   | Cottafava–Nicolai | 4   | 4     | 0     | 4     | 1    | 8    | 0.125 | 141    | 178    | 0.792  |

| 4 dez | 00:00 | Boermans–de Groot | 2-0 | Cottafava–Nicolai | 21-11, 21-18        | Relatório |
| 4 dez | 00:00 | Cherif–Ahmed      | 2-1 | Perušič–Schweiner | 20-22, 22-20, 15-9  | Relatório |
| 4 dez | 00:00 | Boermans–de Groot | 2-0 | Ehlers–Wickler    | 21-16, 21-19        | Relatório |
| 4 dez | 00:00 | Cherif–Ahmed      | 2-1 | Perušič–Schweiner | 16-21, 21-19, 15-9  | Relatório |
| 5 dez | 00:00 | Cherif–Ahmed      | 2-1 | Ehlers–Wickler    | 16-21, 21-17, 15-13 | Relatório |
| 5 dez | 00:00 | Perušič–Schweiner | 2-0 | Cottafava–Nicolai | 21-18, 21-13        | Relatório |
| 5 dez | 00:00 | Perušič–Schweiner | 0-2 | Ehlers–Wickler    | 19-21, 17-21        | Relatório |
| 5 dez | 00:00 | Cherif–Ahmed      | 2-0 | Boermans–de Groot | 23-21, 22-20        | Relatório |
| 6 dez | 00:00 | Ehlers–Wickler    | 2-0 | Cottafava–Nicolai | 21-16, 21-16        | Relatório |
| 6 dez | 00:00 | Boermans–de Groot | 2-0 | Perušič–Schweiner | 21-12, 21-10        | Relatório |

#### Grupo B
|     |                     |     | Jogos | Jogos | Jogos | Sets | Sets | Sets  | Pontos | Pontos | Pontos |
| Pos | Equipe              | Pts | T     | V     | D     | V    | P    | R     | V      | P      | R      |
| --- | ------------------- | --- | ----- | ----- | ----- | ---- | ---- | ----- | ------ | ------ | ------ |
| 1   | Åhman–Hellvig       | 8   | 4     | 4     | 0     | 8    | 4    | 2.000 | 217    | 167    | 1.299  |
| 2   | Mol–Sørum           | 6   | 4     | 2     | 2     | 6    | 4    | 1.500 | 176    | 174    | 1.011  |
| 3   | Evandro–Arthur      | 6   | 4     | 2     | 2     | 5    | 6    | 0.833 | 212    | 213    | 0.995  |
| 4   | Ja.Bello–Jo.Bello   | 5   | 4     | 1     | 3     | 3    | 6    | 0.500 | 166    | 189    | 0.878  |
| 5   | van de Velde–Immers | 5   | 4     | 1     | 3     | 4    | 6    | 0.667 | 164    | 192    | 0.854  |

| 4 dez | 00:00 | Mol–Sørum           | 1-2 | Evandro–Arthur      | 21-81, 13-21, 12-15 | Relatório |
| 4 dez | 00:00 | Åhman–Hellvig       | 2-1 | Ja.Bello–Jo.Bello   | 19-21, 21-11, 16-14 | Relatório |
| 4 dez | 00:00 | Åhman–Hellvig       | 2-1 | Evandro–Arthur      | 21-10, 19-21, 15-13 | Relatório |
| 4 dez | 00:00 | Mol–Sørum           | 2-0 | van de Velde–Immers | 21-17, 21-18        | Relatório |
| 5 dez | 00:00 | Åhman–Hellvig       | 2-1 | van de Velde–Immers | 19-21, 21-4, 15-6   | Relatório |
| 5 dez | 00:00 | Ja.Bello–Jo.Bello   | 2-0 | Evandro–Arthur      | 21-16, 35-33        | Relatório |
| 5 dez | 00:00 | Ja.Bello–Jo.Bello   | 0-2 | van de Velde–Immers | 13-21, 17-21        | Relatório |
| 5 dez | 00:00 | Åhman–Hellvig       | 2-1 | Mol–Sørum           | 15-21, 21-17, 15-8  | Relatório |
| 6 dez | 00:00 | van de Velde–Immers | 1-2 | Evandro–Arthur      | 17-21, 31-29, 8-15  | Relatório |
| 6 dez | 00:00 | Mol–Sørum           | 2-0 | Ja.Bello–Jo.Bello   | 21-17, 21-17        | Relatório |

## Fase eliminatória

### Quartas de final
| 6 dez | 00:00 | Ehlers–Wickler | 0-2 | Mol–Sørum         | 19-21, 17-21 | Relatório |
| 6 dez | 00:00 | Evandro–Arthur | 0-2 | Boermans–de Groot | 13-21, 24-26 | Relatório |

### Semifinais
| 7 dez | 00:00 | Boermans–de Groot | 1-2 | Åhman–Hellvig | 21-19, 19-21, 14-16 | Relatório |
| 7 dez | 00:00 | Cherif–Ahmed      | 0-2 | Mol–Sørum     | 11-21, 16-21        | Relatório |

### Terceiro lugar
| 7 dez | 00:00 | Cherif–Ahmed | 2-1 | Boermans–de Groot | 18-21, 21-15, 17-15 | Relatório |

### Final
| 7 dez | 21:00 | Mol–Sørum | 2-0 | Åhman–Hellvig | 21-18, 22-20 | Relatório |

## Classificação final
| Posição                            | Equipe                          | Prêmio       |
| ---------------------------------- | ------------------------------- | ------------ |
| Medalha de ouro                    | Anders Mol–Christian Sørum      | $ 150,000.00 |
| Medalha de prata                   | David Åhman–Jonatan Hellvig     | $ 80,000.00  |
| Medalha de bronze                  | Cherif Younousse–Ahmed Tijan    | $ 50,000.00  |
| 4                                  | Stefan Boermans–Yorick de Groot | $ 35,000.00  |
| 5                                  |                                 |              |
| Evandro Gonçalves–Arthur Lanci     | $ 20,000.00                     |              |
| Nils Ehlers–Clemens Wickler        | $ 20,000.00                     |              |
| 7                                  |                                 |              |
| Ondřej Perušič–David Schweiner     | $ 15,000.00                     |              |
| Javier Bello–Joaquin Bello         | $ 15,000.00                     |              |
| 9                                  |                                 |              |
| Samuele Cottafava–Paolo Nicolai    | $ 7,500.00                      |              |
| Steven van de Velde–Matthew Immers | $ 7,500.00                      |              |

## Torneio Feminino

### Participantes
| Pos. | Dupla                                      | Qualificação |
| ---- | ------------------------------------------ | ------------ |
| 1    | Cinja Tillmann – Svenja Müller             | Ranking      |
| 2    | Anastasija Samoilova – Tīna Graudiņa       | Ranking      |
| 3    | Katja Stam – Raïsa Schoon                  | Ranking      |
| 4    | Ágatha Bednarczuk – Rebecca Cavalcante     | Ranking      |
| 5    | Valentina Gottardi – Reka Orsi Toth        | Ranking      |
| 6    | Daniela Álvarez Mendoza – Tania Moreno     | Ranking      |
| 7    | Terese Cannon – Megan Kraft                | Ranking      |
| 8    | Kristen Nuss – Taryn Kloth                 | Ranking      |
| 9    | Xue Chen – Xia Xinyi                       | Convite      |
| 10   | Melissa Humana-Paredes – Brandie Wilkerson | Convite      |

### Fase classificatória
|  | Qualificados para a semifinal (primeira colocação)                  |
|  | Qualificados para as quartas de final (segunda e terceira posições) |
|  | Eliminados                                                          |

#### Grupo A
|     |                      |     | Jogos | Jogos | Jogos | Sets | Sets | Sets  | Pontos | Pontos | Pontos |
| Pos | Equipe               | Pts | T     | V     | D     | V    | P    | R     | V      | P      | R      |
| --- | -------------------- | --- | ----- | ----- | ----- | ---- | ---- | ----- | ------ | ------ | ------ |
| 1   | Cannon–Kraft         | 8   | 4     | 4     | 0     | 8    | 1    | 8.000 | 176    | 127    | 1.386  |
| 2   | Xue–Xia              | 6   | 4     | 2     | 2     | 6    | 6    | 1.000 | 204    | 201    | 1.015  |
| 3   | Tīna–Anastasija      | 6   | 4     | 2     | 2     | 4    | 6    | 0.667 | 161    | 186    | 0.866  |
| 4   | Gottardi–R.Orsi Toth | 5   | 4     | 1     | 3     | 4    | 6    | 0.667 | 173    | 182    | 0.951  |
| 5   | Ágatha–Rebecca       | 5   | 4     | 1     | 3     | 3    | 6    | 0.500 | 147    | 165    | 0.891  |

| 4 dez | 00:00 | Ágatha–Rebecca       | 0-2 | Cannon–Kraft         | 16-21, 10-21        | Relatório |
| 4 dez | 00:00 | Tīna–Anastasija      | 2-1 | Gottardi–R.Orsi Toth | 19-21, 22-20, 15-11 | Relatório |
| 4 dez | 00:00 | Ágatha–Rebecca       | 1-2 | Xue–Xia              | 21-18, 14-21, 12-15 | Relatório |
| 4 dez | 00:00 | Tīna–Anastasija      | 0-2 | Cannon–Kraft         | 18-21, 10-21        | Relatório |
| 5 dez | 00:00 | Gottardi–R.Orsi Toth | 1-2 | Xue–Xia              | 20-22, 21-15, 13-15 | Relatório |
| 5 dez | 00:00 | Tīna–Anastasija      | 0-2 | Ágatha–Rebecca       | 16-21, 11-21        | Relatório |
| 5 dez | 00:00 | Xue–Xia              | 1-2 | Cannon–Kraft         | 15-21, 21-14, 12-15 | Relatório |
| 5 dez | 00:00 | Ágatha–Rebecca       | 0-2 | Gottardi–R.Orsi Toth | 15-21, 17-21        | Relatório |
| 6 dez | 00:00 | Tīna–Anastasija      | 2-1 | Xue–Xia              | 21-17, 14-21, 15-12 | Relatório |
| 6 dez | 00:00 | Gottardi–R.Orsi Toth | 0-2 | Cannon–Kraft         | 10-21, 15-21        | Relatório |

#### Grupo B
|     |                   |     | Jogos | Jogos | Jogos | Sets | Sets | Sets  | Pontos | Pontos | Pontos |
| Pos | Equipe            | Pts | T     | V     | D     | V    | P    | R     | V      | P      | R      |
| --- | ----------------- | --- | ----- | ----- | ----- | ---- | ---- | ----- | ------ | ------ | ------ |
| 1   | Nuss–Kloth        | 7   | 4     | 3     | 1     | 7    | 2    | 3.500 | 179    | 152    | 1.178  |
| 2   | Stam–Schoon       | 7   | 4     | 3     | 1     | 6    | 3    | 2.000 | 172    | 156    | 1.103  |
| 3   | Tillmann–Müller   | 6   | 4     | 2     | 2     | 5    | 5    | 1.000 | 185    | 183    | 1.011  |
| 4   | Melissa – Brandie | 6   | 4     | 2     | 2     | 4    | 6    | 0.667 | 165    | 182    | 0.907  |
| 5   | Álvarez M.–Moreno | 4   | 4     | 0     | 4     | 2    | 8    | 0.250 | 165    | 193    | 0.855  |

| 4 dez | 00:00 | Stam–Schoon       | 2-1 | Álvarez M.–Moreno | 21-16, 18-21, 15-9  | Relatório |
| 4 dez | 00:00 | Tillmann–Müller   | 1-2 | Melissa – Brandie | 21-16, 13-21, 15-17 | Relatório |
| 4 dez | 00:00 | Tillmann–Müller   | 2-0 | Álvarez M.–Moreno | 21-18, 21-16        | Relatório |
| 4 dez | 00:00 | Stam–Schoon       | 0-2 | Nuss–Kloth        | 18-21, 16-21        | Relatório |
| 5 dez | 00:00 | Melissa – Brandie | 0-2 | Nuss–Kloth        | 11-21, 11-21        | Relatório |
| 5 dez | 00:00 | Tillmann–Müller   | 0-2 | Stam–Schoon       | 17-21, 17-21        | Relatório |
| 5 dez | 00:00 | Nuss–Kloth        | 2-0 | Álvarez M.–Moreno | 21-18, 21-18        | Relatório |
| 5 dez | 00:00 | Stam–Schoon       | 2-0 | Melissa – Brandie | 21-16, 21-18        | Relatório |
| 6 dez | 00:00 | Tillmann–Müller   | 2-1 | Nuss–Kloth        | 23-25, 22-20, 15-8  | Relatório |
| 6 dez | 00:00 | Melissa – Brandie | 2-1 | Álvarez M.–Moreno | 21-17, 19-21, 15-11 | Relatório |

## Fase eliminatória

### Quartas de final
| 6 dez | 00:00 | Tīna–Anastasija | 2-1 | Stam–Schoon | 16-21, 21-15, 15-13 | Relatório |
| 6 dez | 00:00 | Tillmann–Müller | 1-2 | Xue–Xia     | 16-21, 21-16, 11-15 | Relatório |

### Semifinais
| 7 dez | 00:00 | Cannon–Kraft | 2-0 | Tīna–Anastasija | 21-17, 21-14 | Relatório |
| 7 dez | 00:00 | Xue–Xia      | 0-2 | Nuss–Kloth      | 13-21, 13-21 | Relatório |

### Terceiro lugar
| 7 dez | 00:00 | Tīna–Anastasija | 2-0 | Xue–Xia | 24-22, 21-16 | Relatório |

### Final
| 7 dez | 00:00 | Cannon–Kraft | 0-2 | Nuss–Kloth | 19-21, 17-21 | Relatório |

## Classificação final
| Posição                                  | Equipe                             | Prêmio       |
| ---------------------------------------- | ---------------------------------- | ------------ |
| Medalha de ouro                          | Kristen Nuss–Taryn Kloth           | $ 150,000.00 |
| Medalha de prata                         | Terese Cannon–Megan Kraft          | $ 80,000.00  |
| Medalha de bronze                        | Anastasija Samoilova–Tīna Graudiņa | $ 50,000.00  |
| 4                                        | Xue Chen–Xia Xinyi                 | $ 35,000.00  |
| 5                                        |                                    |              |
| Cinja Tillmann–Svenja Müller             | $ 20,000.00                        |              |
| Katja Stam–Raïsa Schoon                  | $ 20,000.00                        |              |
| 7                                        |                                    |              |
| Melissa Humana-Paredes–Brandie Wilkerson | $ 15,000.00                        |              |
| Valentina Gottardi–Reka Orsi Toth        | $ 15,000.00                        |              |
| 9                                        |                                    |              |
| Ágatha Bednarczuk–Rebecca Cavalcante     | $ 7,500.00                         |              |
| Daniela Álvarez Mendoza–Tania Moreno     | $ 7,500.00                         |              |